# May (Patrizierfamilie)

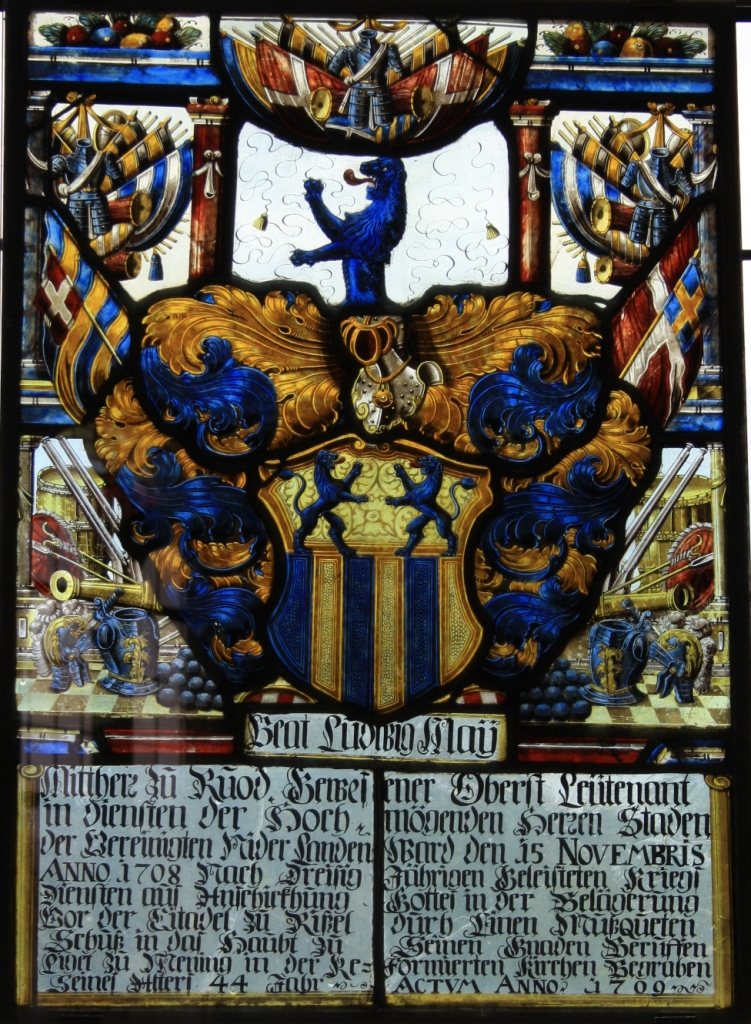
Wappen der Familie von May in der Kirche Rued (1709)

Die Familie von May ist eine Berner Patrizierfamilie, die als Kaufmannsfamilie mit Namen de Madis aus Introzzo in der Lombardei einwanderte. Ein 1537 nach Augsburg eingewanderter Zweig wurde 1627 zum dortigen Patriziat aufgenommen, nachdem sie bereits 1605 in Johann  Siebmachers Wappenbuch zu den Ehrbaren Geschlechtern Augsburgs gezählt wurden.

## Geschichte

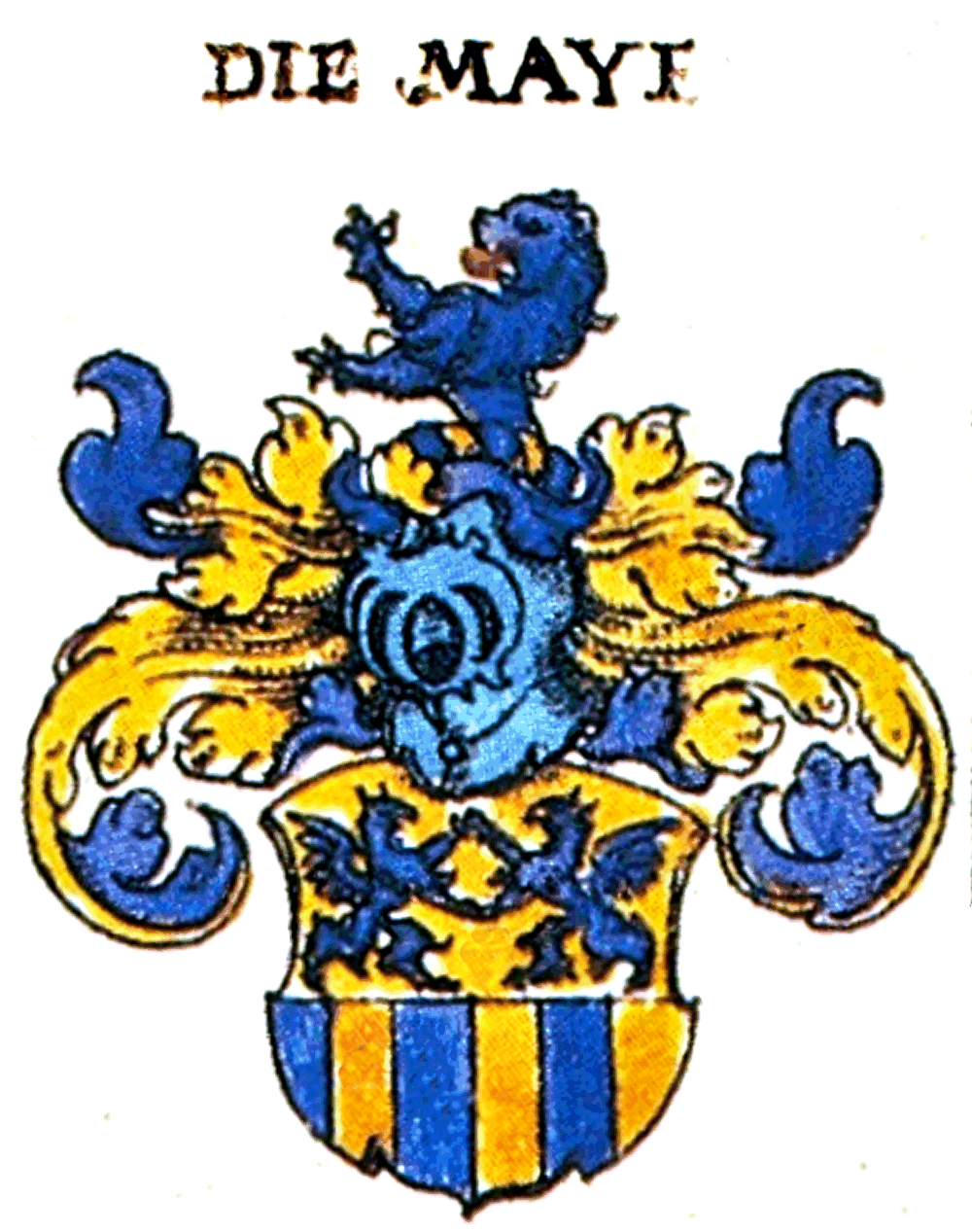
Mit Greifen verballhorntes Wappen der Familie May in Siebmachers Wappenbuch (1605)

Seit ungefähr 1404 besitzt das Geschlecht das Burgerrecht der Stadt Bern und seit 1434 gehört es der Gesellschaft zu Mittellöwen an. 1446 gehörte erstmals ein Familienmitglied dem Grossen Rat an. 1448 hatte die Familie ein vergleichsweise bescheidenes Vermögen von 900 Gulden. Ihr gelang es aber, sich im 15. Jahrhundert in der städtischen Gesellschaft zu etablieren und mit den damals führenden Ratsgeschlechtern verwandtschaftliche Beziehungen einzugehen. Bartholomäus May, der Sohn von Jakob May, gehörte zu den reichsten Bernern und versteuerte 1494 ein Vermögen von etwa 13.300 Gulden. Er wurde im gleichen Jahr als erster Bürger mit italienischer Abstammung in den Kleinen Rat gewählt.
Angehörige der Familie besassen oder besitzen mehrere Häuser an der Münstergasse, Schloss Hünigen, Schloss Ursellen, Schloss Toffen, Schloss Rued, Schloss Brestenberg, Schloss Schöftland und das Rebgut Belletruche.

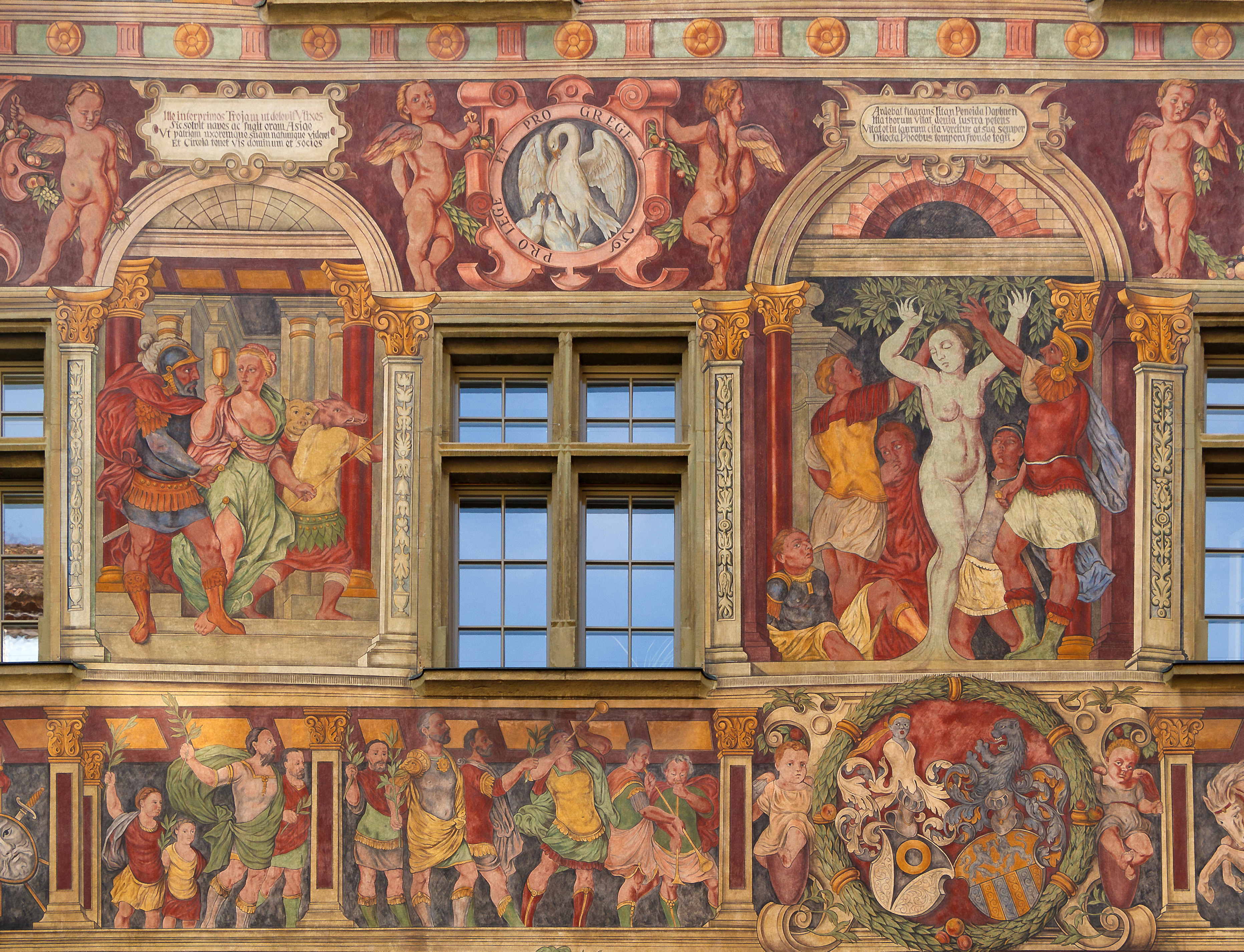
Allianzwappen Christoph von Waldkirch und Ursula May am Haus zum Ritter in Schaffhausen

In Schaffhausen befindet sich noch heute das Haus zum Ritter, mit den bedeutenden Spätrenaissance-Fassadenmalereien, die das Allianzwappen des Christoph von Waldkirch († 1570) und der Ursula May (verheiratet 1544) wiedergeben. Christoph von Waldkirch war durch seinen Schwiegervater Benedict May von Rued in den Besitz von dessen Gerichtsherrschaft Marthalen gekommen, welche den May von Bern bis 1561 gehörte.

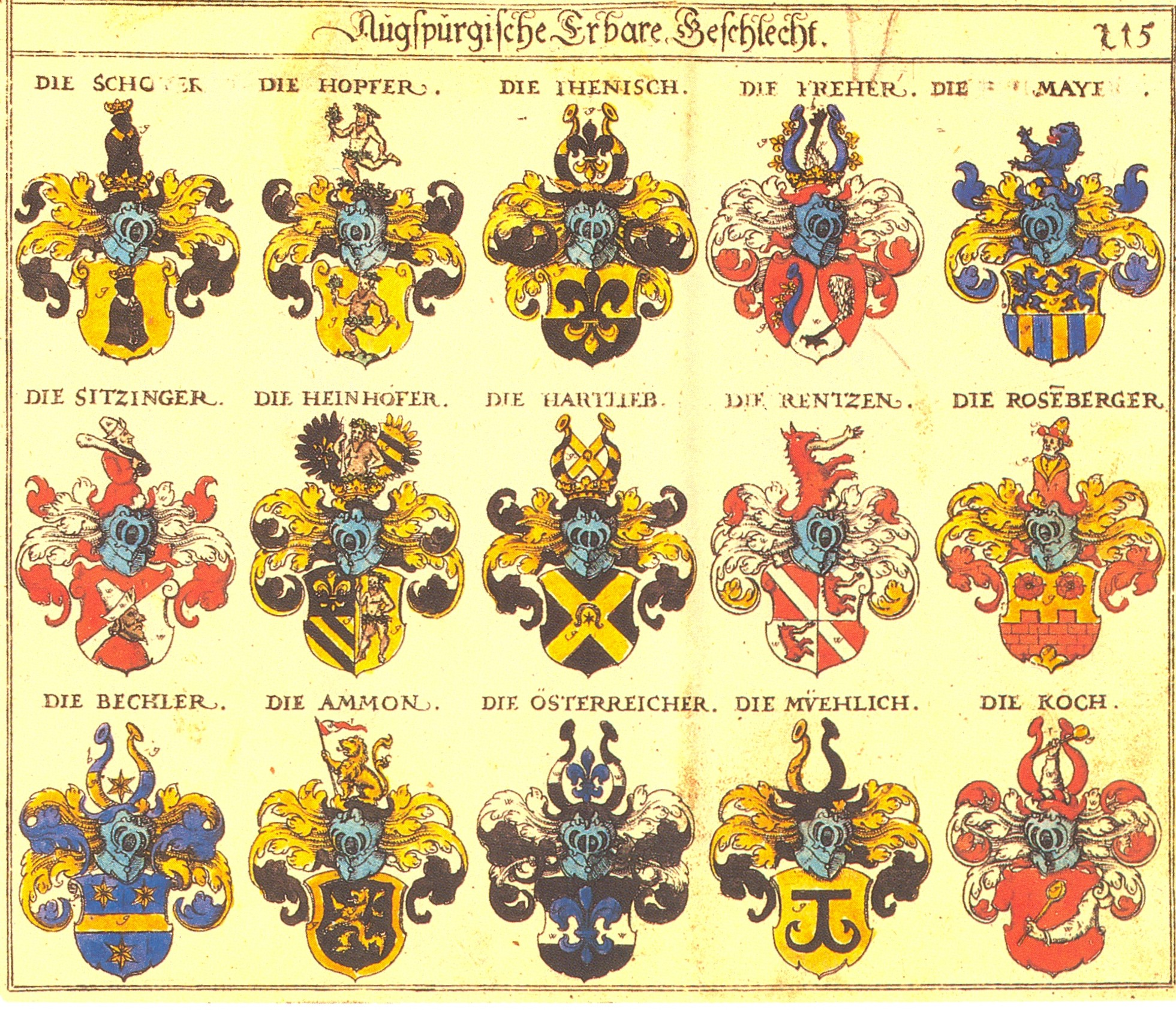
Wappen bei den ehrbaren Geschlechtern der Reichsstadt Augsburg, 1605

In Johann Siebmachers Wappenbuch von 1605 ist das Wappen der May bei den ehrbaren Geschlechtern der Reichsstadt Augsburg dargestellt, allerdings verballhornt mit Greifen statt Löwen im Schild. Bartholomäus II. May († 1576) war es, der 1537 nach Augsburg auswanderte. Kaiser Karl V. erkannte ihm und seinen Brüdern 1551 einen Adelsbrief zu. 1561–1576 gehörte er dem kleinen Rat Augsburgs als Vertreter der Gesellschaft der Mehrer an. Sein Enkel Marcus von May († 1643) wurde Mitglied des Stadtgerichts und 1631 Bürgermeister von Augsburg. 1627 erfolgte für ihn zu Prag die kaiserliche Aufnahme zu den edlen und ratsfähigen Geschlechtern als Patrizier von Augsburg.

## Personen
- Bartholomäus May († um 1465), Kaufmann
- Jakob May (um 1420–1481), Grosskaufmann und Politiker
- Bartholomäus May (1446–1531), Grosskaufmann, Politiker, Diplomat und Heerführer
- Bartholomäus May (II.) († 1576), Welser-Faktor, Bürgermeister in Augsburg
- Beat Emanuel von May (1734–1802), Schweizer Militär und Schriftsteller
- Johann Carl May (1745–1824), Politiker, Gutsherr
- Carl Friedrich Rudolf May (1768–1846), Politiker
- Albrecht Friedrich May (1773–1853), Politiker, Sekretär des Helvetischen Direktoriums, Diplomat
- Friedrich Amadeus Sigmund von May (1801–1883), Jurist, Privatgelehrter und Autor
- Julie von May (1808–1875), Frauenrechtlerin
- Walo von May, Buchillustrator
- Glado von May, Opernregisseur, Intendant des Theaters St. Gallen[9]
- Christiane von May, Gründerin der Stiftung pro pallium

## Archive
- Familienarchiv von May, Mss.h.h.XXXVI (12. Jh.-20. Jh.). im Katalog der Burgerbibliothek Bern
- Familienarchiv von May, FA von May A im Katalog der Burgerbibliothek Bern
- Familienarchiv von May, FA von May B (18. Jh.-21. Jh.) im Katalog der Burgerbibliothek Bern

## Trivia
Der Mayweg in Bern ist seit 1912 nach der Familie von May benannt.